# Michel-Jacques-François Achard
Michel-Jacques-François Achard (Castries, 14 ottobre 1778 – Parigi, 6 gennaio 1865) è stato un generale francese.

## Biografia

### I primi anni
Michel-Jacques-François Achard nacque il 14 ottobre 1778 a Castries, sull'isola caraibica di Saint Lucia. Il 17 aprile 1793 iniziò la sua carriera militare presso l'esercito francese ed entrò come soldato semplice nel 1er bataillon de Sainte-Lucie di stanza sull'isola, divenendo dopo solo due mesi di servizio caporale e sergente dal 23 maggio 1794. Trasferito al 2e bataillon de Sainte-Lucie, venne nominato Luogotenente dal 22 maggio 1795. Il 26 maggio 1796 venne fatto prigioniero dagli inglesi per poi essere rilasciato il 23 ottobre dell'anno successivo. Il 20 febbraio 1802 venne ferito ad un braccio durante un combattimento al porto di La Paix (isola di Santo Domingo). Il 12 luglio 1802 venne trasferito al 19e Demi-Brigade Légère col grado di capitano. Il 14 giugno 1802 venne ferito al ginocchio, poi l'11 agosto dello stesso anno ricevette una sciabolata sulla testa durante un combattimento nella pianura di Cul-de-Sac sull'isola di Santo Domingo e venne nuovamente catturato il 30 novembre 1803 per poi essere rilasciato e passare dal 6 luglio 1804 al 5e legiere de ligne.

### Le guerre napoleoniche
Achard ottenne quindi il comando del battaglione 26e legiere de ligne il 13 febbraio 1809 col quale raggiunse la Francia per prendere parte alle battaglie di Ebersberg e Wagram. Il 17 febbraio 1811 venne nominato Colonnello del reggimento della regione de l'Île-de-France e venne posto poi a capo del 108e legiere de ligne dal 23 agosto successivo.
Il 7 settembre 1812 combatté nella Battaglia di Borodino dove venne ancora ferito al braccio sinistro e sulla schiena con dei colpi di sciabola dopo che aveva condotto personalmente una brillante carica alla baionetta alla testa del suo reggimento, riuscendo inoltre a conquistare quindici pezzi d'artiglieria. Egli si distinse nuovamente alla testa del suo reggimento nei combattimenti presso Amburgo il 20 gennaio, 9 febbraio e 17 febbraio 1814.

### Gli ultimi anni
Durante il periodo dei Cento giorni, Napoleone Bonaparte gli conferì il grado di Brigadiere Generale e lo pose a capo delle truppe incaricate di sopprimere le rivolte scoppiate presso la capitale. Dopo il ritorno al trono di Luigi XVIII, egli venne mantenuto comunque in attività senza cadere in disgrazia. Il 23 giugno 1823 prese parte alla spedizione spagnola organizzata dalla Francia e l'anno successivo divenne Generale di Brigata. Il 3 settembre 1830 venne nominato Tenente Generale. Nell'ultima parte della sua carriera prestò servizio in Africa settentrionale ad Algeri ove ebbe per aiutante di campo il giovane Mac Mahon, futuro maresciallo di Francia. Venne nominato Senatore il 26 gennaio 1852.
Morì a Parigi nel 1865.